# Slovenia ai XVIII Giochi olimpici invernali
La Slovenia partecipò ai XVIII Giochi olimpici invernali, svoltisi a Nagano, Giappone, dal 7 al 22 febbraio 1998, con una delegazione di 34 atleti impegnati in otto discipline.